# Christian Josef Willenberg
Christian Josef Willenberg byl vojenský stavební (fortifikační) inženýr. Narodil se v Lehnici ve Slezsku, zemřel v Praze. Podle některých pramenů, mezi něž patří i Ottův slovník naučný, se narodil dne 13. února 1676 a zemřel v únoru 1731. Podle Velfíka se narodil 13. února 1651 a zemřel v únoru 1731 ve věku 80 let. Se jménem Willenberga se pojí založení „první inženýrské školy v Evropě“, tedy počátky historie dnešního Českého vysokého učení technického v Praze.

## Život
Willenberg se stal fortifikačním odborníkem během svého působení u alsaského pluku francouzské armády. Když císař Leopold I. vyzval své poddané, aby nepřátelskou Francii opustili, usadil se Willenberg v Praze.
30. ledna 1705 napsal Willenberg dopis (skript) císaři Leopoldu I., v němž ho žádal, aby směl v Praze za doživotní rentu „šest osob stavu panského, čtyři rytířského a dva městského vyučovati v umění inženýrském“. Na vlastní žádost byl Willinberg přezkoušen před císařskou komissí pro ingenierské a defensivní věci, tato komise jej uznala způsobilým vyučovat a dne 15. prosince 1706 jej odměnila dekretem o udělení titulu císařského ingenieura. Odpověď na žádost z roku 1705 se mu dostalo až od panovníkova syna císaře Josefa I., který ve svém reskriptu ze dne 18. ledna 1707 doporučil českým stavům, aby bylo Willenbergově žádosti vyhověno. Na tento reskript pohlíží dnešní České vysoké učení technické v Praze jako na svou zakládací listinu. Čeští stavové však na tento reskript nereagovali, a proto poslal Willenberg po devíti letech čekání v říjnu 1716 svou žádost znovu, tentokrát nejen císaři Karlu VI., ale i českým stavům. Karel VI. vydal dne 14. května 1717 reskript, jímž českým stavům nařídil podat zprávu, jak byl vyřízen reskript jeho bratra Josefa I. z 18. ledna 1707. Po této intervenci vydali čeští stavové dne 9. listopadu 1717 dekret o zřízení profesury a o jmenování Christiana Josefa Willenberga profesorem s ročním plastem 1200 zlatých (plat na tehdejší dobu dost značný). Výuka byla zahájena 7. ledna 1718. Willenberg dostal jednorázově 300 zlatých na nákup knih. Některé exempláře z této počáteční sbírky knih se zřejmě dodnes dochovaly mezi starými svazky uchovávanými v depozitářích Národní technické knihovny. Willenberg byl na základě dekretu povinen knihy uskladnit a výuku provozovat ve svém domě. Bydlel tehdy v tzv. Saském domě v Mostecké ulici na Malé Straně. Studenti, kteří bydleli v kolejích na pravém břehu Vltavy si však stěžovali, že cesta přes Karlův most je zdržuje, a proto se v roce 1720 prof. Willenberg i se sbírkou knih přestěhoval za svými studenty na Staré Město do domu na rohu Liliové a Anenské ulice. K výuce fortifikačního stavebnictví postupně přibyly obory jako geodézie, kartografie, odvodňovací práce, konstrukce mechanismů na zvedání těžkých břemen a další.
O dalších osudech prof. Willenberga říká (nejen) Ottův slovník naučný, že pobíral roční plat 1200 zlatých, v roce 1725 vážně onemocněl, dne 1. března 1726 byl pensionován s platem 600 zlatých a v roce 1731 zemřel.
Jeho nástupcem byl v letech 1726 až 1767 Johann Ferdinand Schor s platem 400 zl., po smrti Willenbergově (1731) pak obdržel jeho plný plat (1200 zl.).  Schor byl pověřen i odstřelováním balvanů v řečišti Vltavy,  do výuky zavedl optiku, perspektivu, kreslení a geografii.